# Ołeksandr Kłymenko (piłkarz)
Ołeksandr Witalijowycz Kłymenko, ukr. Олександр Віталійович Клименко (ur. 11 lutego 1982 w Kijowie) – ukraiński piłkarz grający na pozycji obrońcy, a wcześniej pomocnika.

## Kariera piłkarska

### Kariera klubowa
Wychowanek klubu Schid Kijów, a potem Szkoły Piłkarskiej Dynamo Kijów. Pierwszy trener W.W.Suczkow. W 1998-1999 bronił barw UFK Kijów w juniorskich mistrzostwach Ukrainy (DJuFL). W 1999 rozpoczął karierę piłkarską w drugiej drużynie Czornomorca Odessa. W następnym roku przeszedł do CSKA Kijów. Podczas przerwy zimowej sezonu 2001/02 klub został reorganizowany w Arsenał Kijów. Piłkarz zaczął bronić barw nowego klubu. Grał również na wypożyczeniu w zespołach Systema-Boreks Borodzianka i Borysfen Boryspol. Latem 2005 powrócił do Czornomorca Odessa. Po zakończeniu sezonu przeniósł się do Borysfena Boryspol. Zimą 2007 zasilił skład Obołoni Kijów. 31 sierpnia 2010 został wypożyczony do Krymtepłyci Mołodiżne, a potem postanowił zakończyć karierę piłkarską.

### Kariera reprezentacyjna
W 2003 występował w młodzieżowej reprezentacji Ukrainy. Łącznie rozegrał 4 mecze i strzelił 1 gola.

## Sukcesy i odznaczenia

### Sukcesy klubowe
- brązowy medalista Mistrzostw Ukrainy: 2006
- wicemistrz Ukraińskiej Pierwszej Lihi: 2009
- brązowy medalista Ukraińskiej Pierwszej Lihi: 2007, 2008